# Alexandra Kluge
Alexandra Kluge (Halberstadt, Alemanha, 2 de abril de 1937 — Berlin, 11 de junho de 2017) era uma actriz alemã, irmã do realizador Alexander Kluge.

## Filmografia
- 1966 – Abschied Von Gestern (Anita)
- 1968 – Feuerlöscher E. A. Winterstein
- 1973 – Gelegenheitsarbeit einer Sklavin (Roswitha)
- 1983 – Die Macht Der Gefuehle